# Ambasciata d'Italia a Budapest
L'ambasciata d'Italia a Budapest è la missione diplomatica della Repubblica Italiana in Ungheria.
La sede della Cancelleria si trova a Budapest al 95 di Stefánia út, nel distretto di Zugló.

## Storia
Con la creazione del regno d'Ungheria nel 1920, nel novembre di quell'anno fu aperta la legazione d'Italia; i rapporti furono interrotti temporaneamente a causa della Seconda guerra mondiale tra il 1943 e il 1945. Nel 1946 ripresero i rapporti diplomatici e la sede acquisì il rango di ambasciata nel 1964.

## Altre sedi diplomatiche d'Italia in Ungheria
L'Italia possiede anche tre consolati onorari a Nyíregyháza, Pécs e Seghedino.